# Will Chambers

a Compétitions nationales et continentales officielles uniquement.

b Matchs officiels uniquement.
Will Chambers, né le 26 mai 1988 à Gove (Australie), est un joueur de rugby à XIII et XV australien évoluant au poste d'ailier ou de centre. Il fait ses débuts en rugby à XIII en National Rugby League avec le Melbourne Storm lors de la saison 2007 où il y évolue trois années. En 2010, il change de code pour le rugby à XV et rejoint les Reds du Queensland puis le Munster Rugby en Irlande. Finalement, il retourne en rugby à XIII et son club de Melbourne en 2012. 

## Palmarès
- Collectif :
  - Vainqueur de la Coupe du monde : 2017 (Australie).
  - Vainqueur du World Club Challenge : 2018 (Melbourne Storm).
  - Vainqueur du State of Origin : 2015 et 2017 (Queensland).
  - Vainqueur de la National Rugby League : 2012 et 2017 (Storm de Melbourne).
- Vainqueur du Super 15 : 2011 (Queensland Reds).
  - Finaliste de la National Rugby League : 2018 (Storm de Melbourne).

### En sélection

#### Coupe du monde
| Édition        | Rang      | Résultats pays | Résultats Chambers | Matchs Chambers |
| -------------- | --------- | -------------- | ------------------ | --------------- |
| Australie 2017 | Vainqueur | 6 v, 0 n, 0 d  | 5 v, 0 n, 0 d      | 5/6             |

#### Détails en sélection
| Matchs internationaux de Will Chambers | Matchs internationaux de Will Chambers | Matchs internationaux de Will Chambers | Matchs internationaux de Will Chambers | Matchs internationaux de Will Chambers | Matchs internationaux de Will Chambers | Matchs internationaux de Will Chambers | Matchs internationaux de Will Chambers | Matchs internationaux de Will Chambers | Matchs internationaux de Will Chambers | Matchs internationaux de Will Chambers | Matchs internationaux de Will Chambers |
|                                        | Date                                   | Adversaire                             | Résultat                               | Compétition                            | Poste                                  | Points                                 | Essais                                 | Pen.                                   | Drops                                  |                                        |                                        |
| -------------------------------------- | -------------------------------------- | -------------------------------------- | -------------------------------------- | -------------------------------------- | -------------------------------------- | -------------------------------------- | -------------------------------------- | -------------------------------------- | -------------------------------------- | -------------------------------------- | -------------------------------------- |
| sous les couleurs de l'Australie       |                                        |                                        |                                        |                                        |                                        |                                        |                                        |                                        |                                        |                                        |                                        |
| 1.                                     | 2 mai 2015                             | Nouvelle-Zélande                       | 12-26                                  | ANZAC Test                             | Centre                                 | 4                                      | 1                                      | -                                      | -                                      |                                        |                                        |
| 2.                                     | 5 mai 2017                             | Nouvelle-Zélande                       | 30-12                                  | ANZAC Test                             | Centre                                 | 4                                      | 1                                      | -                                      | -                                      |                                        |                                        |
| 3.                                     | 27 octobre 2017                        | Angleterre                             | 18-4                                   | Coupe du monde                         | Centre                                 | -                                      | -                                      | -                                      | -                                      |                                        |                                        |
| 4.                                     | 3 novembre 2017                        | France                                 | 52-6                                   | Coupe du monde                         | Centre                                 | -                                      | -                                      | -                                      | -                                      |                                        |                                        |
| 5.                                     | 17 novembre 2017                       | Samoa                                  | 46-0                                   | Coupe du monde                         | Centre                                 | -                                      | -                                      | -                                      | -                                      |                                        |                                        |
| 6.                                     | 24 novembre 2017                       | Fidji                                  | 54-6                                   | Coupe du monde                         | Centre                                 | -                                      | -                                      | -                                      | -                                      |                                        |                                        |
| 7.                                     | 2 décembre 2017                        | Angleterre                             | 6-0                                    | Coupe du monde                         | Centre                                 | -                                      | -                                      | -                                      | -                                      |                                        |                                        |

## Statistiques
| Saison    | Code | Club            | Compétition           | Matchs | Points | Essais | Goals | Drops |
| --------- | ---- | --------------- | --------------------- | ------ | ------ | ------ | ----- | ----- |
| 2007      | XIII | Melbourne Storm | National Rugby League | 5      | 4      | 1      | -     | -     |
| 2008      | XIII | Melbourne Storm | National Rugby League | 10     | 12     | 3      | -     | -     |
| 2009      | XIII | Melbourne Storm | National Rugby League | 27     | 48     | 12     | -     | -     |
| 2010      | XV   | Queensland Reds | Super 14              | 12     | 25     | 5      | -     | -     |
| 2011      | XV   | Queensland Reds | Super 15              | 6      | -      | -      | -     | -     |
| 2011-2012 | XV   | Munster Rugby   | Pro12                 | 5      | -      | -      | -     | -     |
| 2011-2012 | XV   | Munster Rugby   | H Cup                 | 1      | 5      | 1      | -     | -     |
| 2012      | XIII | Melbourne Storm | National Rugby League | 18     | 52     | 13     | -     | -     |
| 2013      | XIII | Melbourne Storm | National Rugby League | 25     | 48     | 12     | -     | -     |
| 2014      | XIII | Melbourne Storm | National Rugby League | 22     | 46     | 11     | 1     | -     |
| 2015      | XIII | Melbourne Storm | National Rugby League | 25     | 40     | 10     | -     | -     |
| 2016      | XIII | Melbourne Storm | National Rugby League | 17     | 12     | 3      | -     | -     |
| 2017      | XIII | Melbourne Storm | National Rugby League | 23     | 28     | 7      | -     | -     |
| 2018      | XIII | Melbourne Storm | National Rugby League | 17     | 16     | 4      | -     | -     |